# (7018) 1992 DF
(7018) 1992 DF (1992 DF, 1980 XK1, 1990 QR10) — астероїд головного поясу, відкритий 25 лютого 1992 року.
Тіссеранів параметр щодо Юпітера — 3,569.